# Lee Elias
Lee Elias (* 21. Mai 1920 in Manchester, England; † 8. April 1998 in Indianapolis, Vereinigte Staaten) war ein britisch-amerikanischer Comiczeichner.

## Biographie
Schon in jungen Jahren wanderte Elias in die Vereinigten Staaten aus und studierte Kunst in New York. Seine ersten Comics veröffentlichte er 1943 beim Verlag Fiction House und arbeitete an verschiedenen Serien mit. Später unterstützte er George Wunder bei Terry and the Pirates und Al Capp bei Li’l Abner. Von 1952 bis 1955 zeichnete Elias die von Jack Williamson geschriebene Science-Fiction-Serie Beyond Mars, die in der New York Daily News als Sonntagsseite erschien. Für DC Comics, für die er schon früher tätig gewesen und dort unter anderem an Green Lantern mitgewirkt hatte, war er ab 1959 an etlichen Serien beteiligt, unter anderem an Adam Strange und Green Arrow. In den 1980er Jahren gab er seine Tätigkeit als Comiczeichner auf und wurde Illustrator. Darüber hinaus war er als Lehrer an der von Burne Hogarth gegründeten School of Visual Arts tätig.